# 小浜市文化会館
小浜市文化会館（おばましぶんかかいかん）は福井県小浜市にある多目的ホール。1971年に開館した。

## 設備
- 大ホール
- 楽屋1～2
- 第一ホワイエ
- 大会議室
- 中会議室
- 小会議室
- 和室
- 夢づくり支援室

## 利用情報
- 開館時間 - 9：00～22：00
- 休館日 - 第3日曜、月曜日、祝祭日の翌日、8/14～15　年末年始

## 建築概要
- 竣工 - 1971年
- 構造 - SRC
- 規模 - 地上4階

## 周辺
- 小浜市役所（隣接）
- 中央児童公園
- 杉田玄白記念公立小浜病院
- 若狭防災センター
- 山川登美子記念館